# پرهام (مینه‌سوتا)
پرهام، مینه‌سوتا (به انگلیسی: Perham, Minnesota) یک شهر در ایالات متحده آمریکا است که در شهرستان اوتر تیل، مینه‌سوتا واقع شده‌است.

## خصوصیات
پرهام ۸٫۲۴ کیلومترمربع مساحت و ۲٬۹۸۵ نفر جمعیت دارد و ۴۱۷ متر بالاتر از سطح دریا واقع شده‌است.